# Sam Parry
Pour les articles homonymes, voir Parry.

a Compétitions nationales et continentales officielles uniquement.

b Matchs officiels uniquement.
Dernière mise à jour le 28 janvier 2025.
Sam Parry, né le 17 décembre 1991 à Haverfordwest (pays de Galles), est un joueur international gallois de rugby à XV évoluant au poste de talonneur aux Ospreys.

## Biographie
Après avoir fait ses débuts en senior avec le Llandovery RFC puis le Newport RFC, Sam Parry fait ses débuts professionnels sous les couleurs des Newport Gwent Dragons en octobre 2011 contre Bath Rugby.
En mai 2013, il est convoqué en équipe du pays de Galles pour préparer la tournée d'été en remplacement de Ken Owens, blessé. Il ne dispute cependant aucun match cette année-là.
À partir de la saison 2014-2015, il rejoint les Ospreys.
En février 2019, il est prêté pour un mois et demi par les Ospreys aux Bristol Bears, alors que Jordan Lay fait le chemin inverse.
En octobre 2020, il est à nouveau convoqué pour disputer le Tournoi des Six Nations et la Coupe d'automne des nations. Il honore sa première cape le 24 octobre 2020 lors d'un test match contre la France. Le 5 décembre 2020, Parry marque son premier essai international lors du match pour la cinquième place de la Coupe d'automne remporté contre l'Italie.